# UCI ProTour 2006
L'UCI ProTour 2006 fu la seconda edizione del circuito gestito dalla UCI. Poche le differenze rispetto all'edizione 2005.
La classifica finale venne vinta dallo spagnolo Alejandro Valverde in forza alla Caisse d'Epargne-Illes Balears. La classifica per squadre fu vinta dal Team CSC (Danimarca).

## Squadre
Le squadre che vi parteciparono furono venti, rappresentanti nove diversi paesi. Rispetto all'edizione 2005, guadagnarono licenza da UCI ProTeam la francese AG2R Prévoyance e la neonata squadra italo-tedesca Milram. Cessarono invece l'attività Fassa Bortolo e Domina Vacanze.
- Belgio

Davitamon-Lotto
Quick Step-Innergetic
- Danimarca

Team CSC
- Francia

Bouygues Télécom
Cofidis, le Crédit par Téléphone
Crédit Agricole
Française des Jeux
AG2R Prévoyance
- Germania

Gerolsteiner
T-Mobile Team
- Italia

Team Milram
Lampre-Fondital
Liquigas
- Paesi Bassi

Rabobank
- Spagna

Caisse d'Epargne-Illes Balears
Euskaltel-Euskadi
Würth Team
Saunier Duval-Prodir
- Svizzera

Phonak Hearing Systems
- Stati Uniti

Discovery Channel

## Calendario
| Corsa | Data                   | Evento                              | Vincitore                  | Squadra                        | Leader della Cl. mondiale |
| ----- | ---------------------- | ----------------------------------- | -------------------------- | ------------------------------ | ------------------------- |
| 1     | 5-12 marzo             | Paris-Nice (2006)                   | Floyd Landis               | Phonak Hearing Systems         | Floyd Landis              |
| 2     | 8-14 marzo             | Tirreno-Adriatico (2006)            | Thomas Dekker              | Rabobank                       | Floyd Landis              |
| 3     | 18 marzo               | Milano-Sanremo (2006)               | Filippo Pozzato            | Quick Step-Innergetic          | Floyd Landis              |
| 4     | 2 aprile               | Giro delle Fiandre (2006)           | Tom Boonen                 | Quick Step-Innergetic          | Tom Boonen                |
| 5     | 3-8 aprile             | Vuelta al País Vasco (2006)         | José Ángel Gómez Marchante | Saunier Duval-Prodir           | Tom Boonen                |
| 6     | 5 aprile               | Gand-Wevelgem (2006)                | Thor Hushovd               | Crédit Agricole                | Tom Boonen                |
| 7     | 9 aprile               | Parigi-Roubaix (2006)               | Fabian Cancellara          | Team CSC                       | Tom Boonen                |
| 8     | 16 aprile              | Amstel Gold Race (2006)             | Fränk Schleck              | Team CSC                       | Tom Boonen                |
| 9     | 19 aprile              | Freccia Vallone (2006)              | Alejandro Valverde         | Caisse d'Epargne-Illes Balears | Tom Boonen                |
| 10    | 23 aprile              | Liegi-Bastogne-Liegi (2006)         | Alejandro Valverde         | Caisse d'Epargne-Illes Balears | Alejandro Valverde        |
| 11    | 25-30 aprile           | Tour de Romandie (2006)             | Cadel Evans                | Davitamon-Lotto                | Alejandro Valverde        |
| 12    | 15-21 maggio           | Volta Ciclista a Catalunya (2006)   | David Cañada               | Saunier Duval-Prodir           | Alejandro Valverde        |
| 13    | 6-28 maggio            | Giro d'Italia (2006)                | Ivan Basso                 | Team CSC                       | Alejandro Valverde        |
| 14    | 4-11 giugno            | Critérium du Dauphiné Libéré (2006) | Levi Leipheimer            | Gerolsteiner                   | Alejandro Valverde        |
| 15    | 18 giugno              | Eindhoven Team Time Trial (2006)    | Team CSC                   | Team CSC                       | Alejandro Valverde        |
| 16    | 10-18 giugno           | Tour de Suisse (2006)               | Jan Ullrich                | T-Mobile Team                  | Alejandro Valverde        |
| 17    | 1º-23 luglio           | Tour de France (2006)               | Óscar Pereiro              | Caisse d'Epargne-Illes Balears | Alejandro Valverde        |
| 18    | 30 luglio              | Vattenfall Cyclassics (2006)        | Óscar Freire               | Rabobank                       | Alejandro Valverde        |
| 19    | 1º-9 agosto            | Deutschland Tour (2006)             | Jens Voigt                 | Team CSC                       | Alejandro Valverde        |
| 20    | 12 agosto              | Clásica San Sebastián (2006)        | Xavier Florencio           | Bouygues Telecom               | Alejandro Valverde        |
| 21    | 16-23 agosto           | Eneco Tour (2006)                   | Stefan Schumacher          | Gerolsteiner                   | Alejandro Valverde        |
| 22    | 27 agosto              | Grand Prix de Ouest-France (2006)   | Vincenzo Nibali            | Liquigas                       | Alejandro Valverde        |
| 23    | 4-10 settembre         | Tour de Pologne (2006)              | Stefan Schumacher          | Gerolsteiner                   | Alejandro Valverde        |
| 24    | 26 agosto-17 settembre | Vuelta a España (2006)              | Aleksandr Vinokurov        | Astana-Würth                   | Alejandro Valverde        |
| 25    | 1º ottobre             | Meisterschaft von Zürich (2006)     | Samuel Sánchez             | Euskaltel-Euskadi              | Alejandro Valverde        |
| 26    | 8 ottobre              | Parigi-Tours (2006)                 | Frédéric Guesdon           | Française des Jeux             | Alejandro Valverde        |
| 27    | 14 ottobre             | Giro di Lombardia (2006)            | Paolo Bettini              | Quick Step-Innergetic          | Alejandro Valverde        |

## Eventi e punteggi
| Pos.            | Categoria 1 Tour de France | Categoria 2 Giro d'Italia Vuelta a España | Categoria 3 Classiche monumento Altre corse | Categoria 4 Altre corse di un giorno |
| --------------- | -------------------------- | ----------------------------------------- | ------------------------------------------- | ------------------------------------ |
| 1°              | 100                        | 85                                        | 50                                          | 40                                   |
| 2°              | 75                         | 65                                        | 40                                          | 30                                   |
| 3°              | 60                         | 50                                        | 35                                          | 25                                   |
| 4°              | 55                         | 45                                        | 30                                          | 20                                   |
| 5°              | 50                         | 40                                        | 25                                          | 15                                   |
| 6°              | 45                         | 35                                        | 20                                          | 11                                   |
| 7°              | 40                         | 30                                        | 15                                          | 7                                    |
| 8°              | 35                         | 26                                        | 10                                          | 5                                    |
| 9°              | 30                         | 22                                        | 5                                           | 3                                    |
| 10°             | 25                         | 19                                        | 2                                           | 1                                    |
| 11°             | 20                         | 16                                        |                                             |                                      |
| 12°             | 15                         | 13                                        |                                             |                                      |
| 13°             | 12                         | 11                                        |                                             |                                      |
| 14°             | 10                         | 9                                         |                                             |                                      |
| 15°             | 8                          | 7                                         |                                             |                                      |
| 16°             | 6                          | 5                                         |                                             |                                      |
| 17°             | 5                          | 4                                         |                                             |                                      |
| 18°             | 4                          | 3                                         |                                             |                                      |
| 19°             | 3                          | 2                                         |                                             |                                      |
| 20°             | 2                          | 1                                         |                                             |                                      |
| Punti per tappa |                            |                                           |                                             |                                      |
| 1°              | 10                         | 8                                         | 3                                           |                                      |
| 2°              | 5                          | 4                                         | 2                                           |                                      |
| 3°              | 3                          | 2                                         | 1                                           |                                      |

- I corridori classificati ma facenti parte di squadre ammesse tramite wild-card non ricevevano punti e i punti corrispondenti alla loro posizione non venivano assegnati.
- Le cronometro a squadre (singole tappe e l'Eindhoven Team Time Trial) non assegnavano punti ai corridori.

Classifica a squadre
La vincitrice della classifica a squadre prendeva 20 punti, la seconda 19, la terza 18, ecc. Le squadre ammesse alle corse tramite l'assegnazione delle wild-card non ricevevano punti, ma non venivano nemmeno sostituite nell'assegnazione dei punti da squadre ProTour.
Classifica nazioni
Venivano sommati i punti dei primi cinque corridori della stessa nazione classificati nella graduatoria individuale.

## Classifiche
Aggiornate al 14 ottobre 2006, riviste il 28 aprile 2008.
| Pos. | Corridore          | Squadra        | Punti |
| ---- | ------------------ | -------------- | ----- |
| 1    | Alejandro Valverde | C. d'Epargne   | 285   |
| 2    | Samuel Sánchez     | Euskaltel      | 213   |
| 3    | Fränk Schleck      | Team CSC       | 170   |
| 4    | Cadel Evans        | Davitamon      | 167   |
| 5    | Andrej Kašečkin    | Astana         | 156   |
| 6    | Alessandro Ballan  | Lampre-Caffita | 155   |
| 7    | Tom Boonen         | Quick Step     | 154   |
| 8    | Paolo Bettini      | Quick Step     | 144   |
| 9    | Ivan Basso         | Team CSC       | 138   |
| 10   | Stefan Schumacher  | Gerolsteiner   | 133   |

| Pos. | Squadra                        | Punti |
| ---- | ------------------------------ | ----- |
| 1    | Team CSC                       | 388   |
| 2    | Caisse d'Epargne-Illes Balears | 350   |
| 3    | Rabobank                       | 346   |
| 4    | Discovery Channel              | 327   |
| 5    | Lampre-Fondital                | 327   |
| 6    | Gerolsteiner                   | 294   |
| 7    | Phonak Hearing Systems         | 270   |
| 8    | T-Mobile Team                  | 269   |
| 9    | Saunier Duval-Prodir           | 268   |
| 10   | Astana                         | 258   |

| Pos. | Nazione     | Punti |
| ---- | ----------- | ----- |
| 1    | Spagna      | 829   |
| 2    | Italia      | 656   |
| 3    | Germania    | 488   |
| 4    | Australia   | 350   |
| 5    | Belgio      | 292   |
| 6    | Kazakistan  | 286   |
| 7    | Francia     | 281   |
| 8    | Paesi Bassi | 271   |
| 9    | Russia      | 239   |
| 10   | Stati Uniti | 206   |